# Cheminée de Bonakouamouang

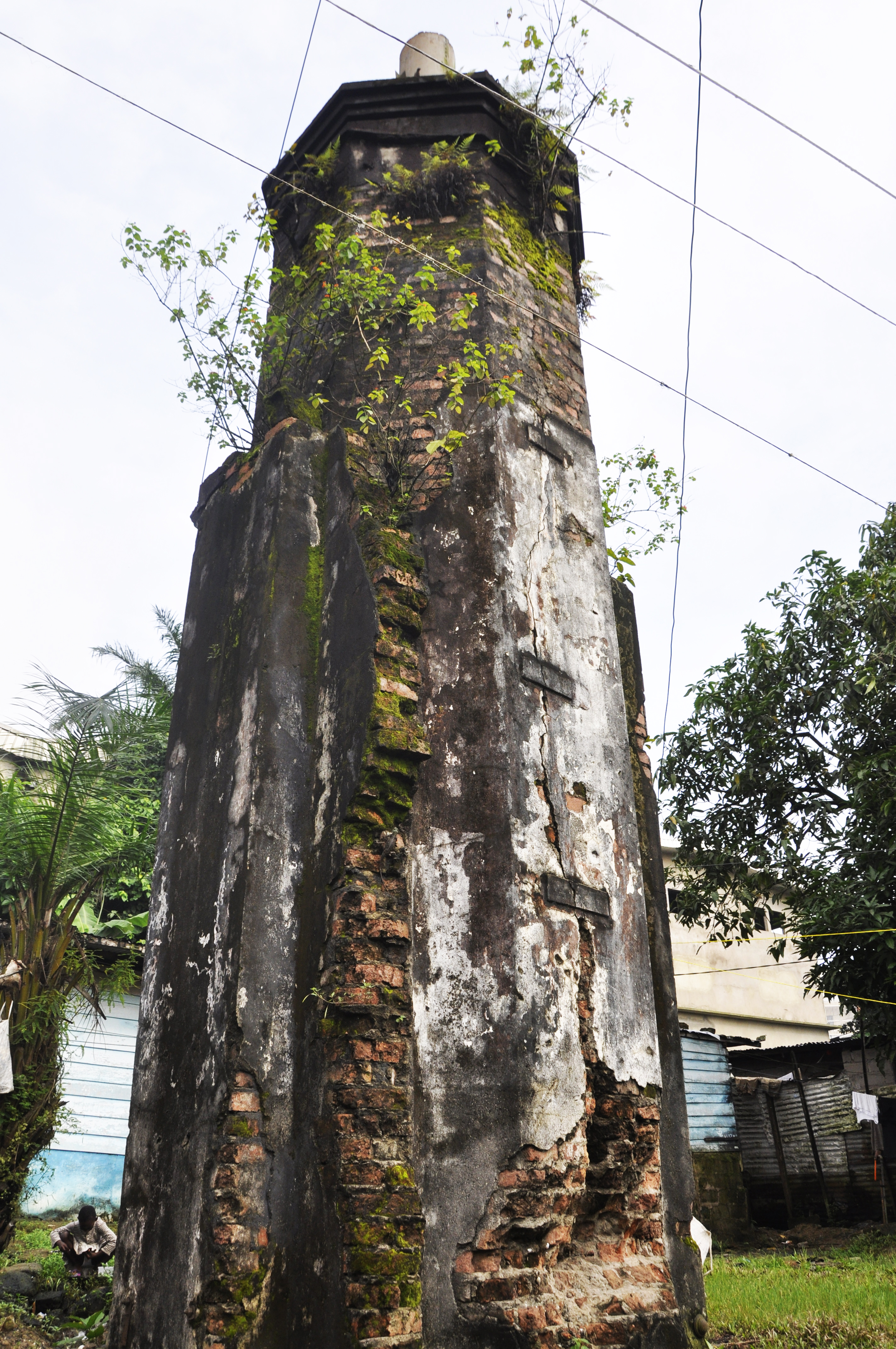
Usine des eaux de BONAKOUAMOUANG

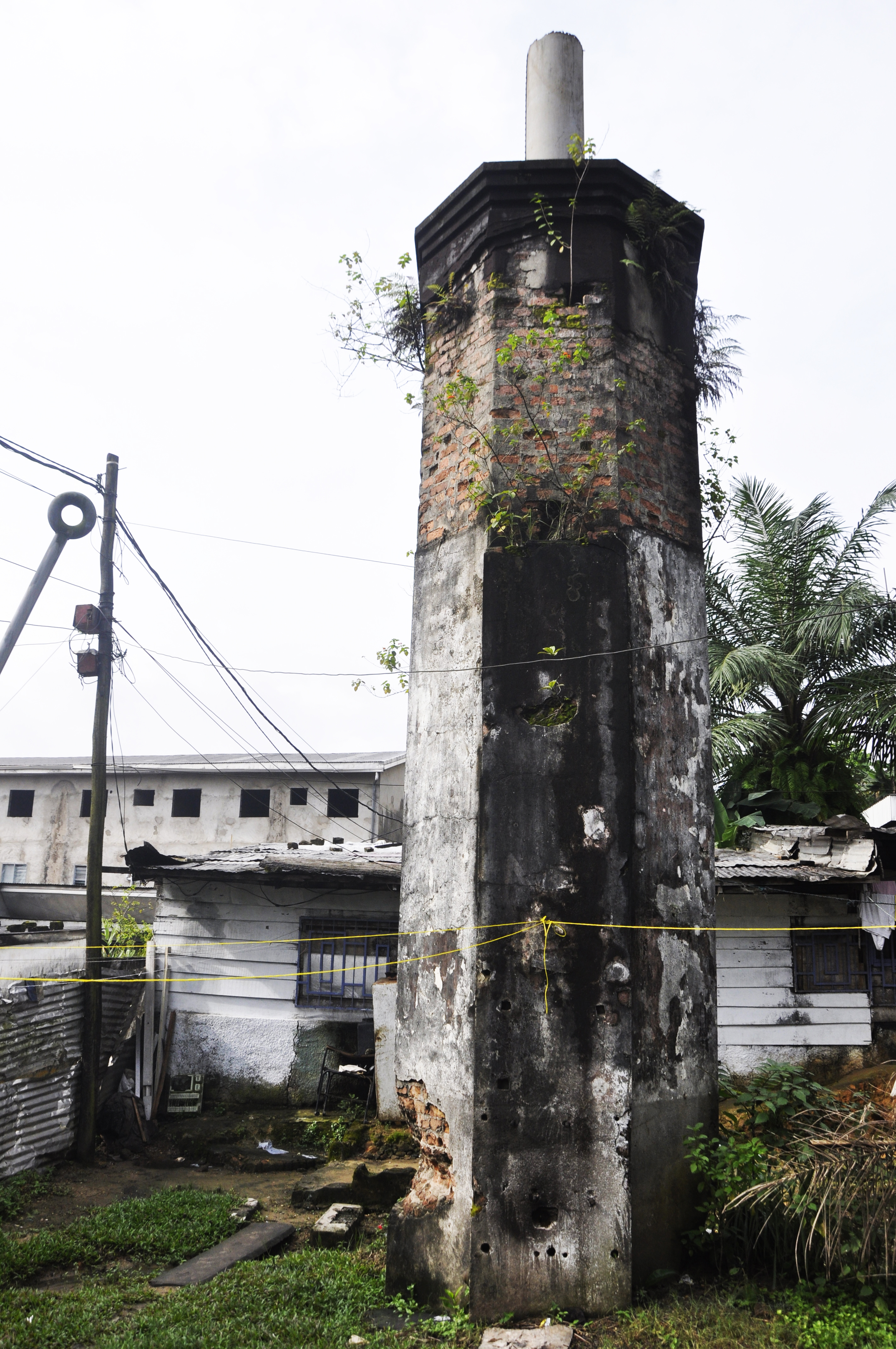
Usine des aux de Bonakouamouang

La cheminée de Bonakouamong est un vestige d'une usine de traitement de l'eau située dans le quartier d'Akwa, à Douala. L'usine des eaux fut construite par les Allemands au début du XIXe siècle et faisait partie de la première phase d'investissement industriel visant à urbaniser Kamerunstadt (Douala).